# Campeonato Europeo Sub-17 de la UEFA 2026
El Campeonato de Europa Sub-17 de la UEFA 2026 será la vigésima tercera edición de este torneo organizado por la UEFA (42ª edición si también se incluyera la era Sub-16). Estonia albergará el torneo durante 2026.
Un total de ocho equipos jugarán en el torneo. Los jugadores nacidos a partir del 1 de enero de 2009 serán elegibles.
El torneo y su clasificación actuarán como clasificatorios de la UEFA para la Copa Mundial de Fútbol Sub-17. Los mejores equipos se clasificarán para la Copa Mundial de Fútbol Sub-17 de 2026 en Catar como representantes de la UEFA.

## Clasificación
En la fase final participarán ocho equipos a partir de 2026, que inicialmente competirán en dos grupos de cuatro, y los dos primeros de cada sección avanzarán a las semifinales.

### Equipos clasificados
| Equipo  | Método de calificación | Apariciones | Última aparición | Mejor rendimiento anterior |
| ------- | ---------------------- | ----------- | ---------------- | -------------------------- |
| Estonia | Sede                   |             |                  |                            |
|         |                        |             |                  |                            |
|         |                        |             |                  |                            |
|         |                        |             |                  |                            |
|         |                        |             |                  |                            |
|         |                        |             |                  |                            |
|         |                        |             |                  |                            |
|         |                        |             |                  |                            |

### Sorteo
El sorteo se realizará el ? de 2026 en 

## Sedes
| Rakvere          | Rakvere Tallin | Tallin             | Tallin              | Tallin            |
| ---------------- | -------------- | ------------------ | ------------------- | ----------------- |
| Rakvere Staadion | Rakvere Tallin | Lilleküla staadion | Kalevi Keskstaadion | Kadrioru staadion |
| Capacidad: 1 785 | Rakvere Tallin | Capacidad: 14 336  | Capacidad: 12 000   | Capacidad: 5 500  |
|                  | Rakvere Tallin |                    |                     |                   |

## Fase de grupos

### Grupo A
| Equipo      | Pts | PJ | PG | PE | PP | GF | GC | Dif | Detalle               |
| ----------- | --- | -- | -- | -- | -- | -- | -- | --- | --------------------- |
| Estonia (H) | 0   | 0  | 0  | 0  | 0  | 0  | 0  | 0   | avanzan a semifinales |
|             | 0   | 0  | 0  | 0  | 0  | 0  | 0  | 0   | avanzan a semifinales |
|             | 0   | 0  | 0  | 0  | 0  | 0  | 0  | 0   |                       |
|             | 0   | 0  | 0  | 0  | 0  | 0  | 0  | 0   |                       |

| [[ ]] de 2026, 00:00 |  | vs. |  | [[ ]], [[ ]], Estonia |  |

| [[ ]] de 2026, 00:00 |  | vs. |  | [[ ]], [[ ]], Estonia |  |

| [[ ]] de 2026, 00:00 |  | vs. |  | [[ ]], [[ ]], Estonia |  |

| [[ ]] de 2026, 00:00 |  | vs. |  | [[ ]], [[ ]], Estonia |  |

| [[ ]] de 2026, 00:00 |  | vs. |  | [[ ]], [[ ]], Estonia |  |

| [[ ]] de 2026, 00:00 |  | vs. |  | [[ ]], [[ ]], Estonia |  |

### Grupo B
| Equipo | Pts | PJ | PG | PE | PP | GF | GC | Dif | Detalle               |
| ------ | --- | -- | -- | -- | -- | -- | -- | --- | --------------------- |
|        | 0   | 0  | 0  | 0  | 0  | 0  | 0  | 0   | avanzan a semifinales |
|        | 0   | 0  | 0  | 0  | 0  | 0  | 0  | 0   | avanzan a semifinales |
|        | 0   | 0  | 0  | 0  | 0  | 0  | 0  | 0   |                       |
|        | 0   | 0  | 0  | 0  | 0  | 0  | 0  | 0   |                       |

| [[ ]] de 2026, 00:00 |  | vs. |  | [[ ]], [[ ]], Estonia |  |

| [[ ]] de 2026, 00:00 |  | vs. |  | [[ ]], [[ ]], Estonia |  |

| [[ ]] de 2026, 00:00 |  | vs. |  | [[ ]], [[ ]], Estonia |  |

| [[ ]] de 2026, 00:00 |  | vs. |  | [[ ]], [[ ]], Estonia |  |

| [[ ]] de 2026, 00:00 |  | vs. |  | [[ ]], [[ ]], Estonia |  |

| [[ ]] de 2026, 00:00 |  | vs. |  | [[ ]], [[ ]], Estonia |  |

## Fase final
|  | Semifinales | Semifinales | Semifinales |  |  | Final | Final | Final |  |
|  |             |             |             |  |  |       |       |       |  |
|  |             |             |             |  |  |       |       |       |  |
|  |             |             |             |  |  |       |       |       |  |
|  |             |             |             |  |  |       |       |       |  |
|  |             |             |             |  |  |       |       |       |  |
|  |             |             |             |  |  |       |       |       |  |
|  |             |             |             |  |  |       |       |       |  |
|  |             |             |             |  |  |       |       |       |  |
|  |             |             |             |  |  |       |       |       |  |
|  |             |             |             |  |  |       |       |       |  |
|  |             |             |             |  |  |       |       |       |  |
|  |             |             |             |  |  |       |       |       |  |
|  |             |             |             |  |  |       |       |       |  |

### Semifinal
| [[ ]] de 2026, 00:00 |  | vs. |  |               |  |
|                      |  |     |  | Árbitra: [[]] |  |

| [[ ]] de 2026, 00:00 |  | vs. |  |               |  |
|                      |  |     |  | Árbitra: [[]] |  |

### Tercer lugar
| [[ ]] de 2026, 00:00 |  | vs. |  |               |  |
|                      |  |     |  | Árbitra: [[]] |  |

### Final
| [[ ]] de 2026, 00:00 |  | vs. |  |               |  |
|                      |  |     |  | Árbitra: [[]] |  |

| Eurocopa Sub-17 2026 |
| -------------------- |
| Bandera de ?         |
| ??                   |